# Liocranum nigritarse
Liocranum nigritarse är en spindelart som beskrevs av Ludwig Carl Christian Koch 1875. Liocranum nigritarse ingår i släktet Liocranum och familjen månspindlar.
Artens utbredningsområde är Etiopien. Inga underarter finns listade i Catalogue of Life.